# Johann Gottfried Rademacher

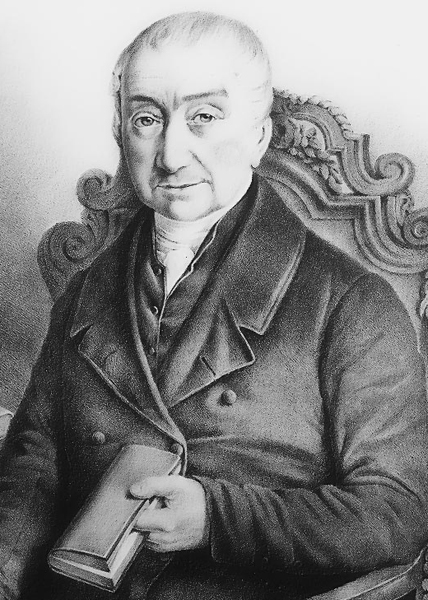
Johann Gottfried Rademacher

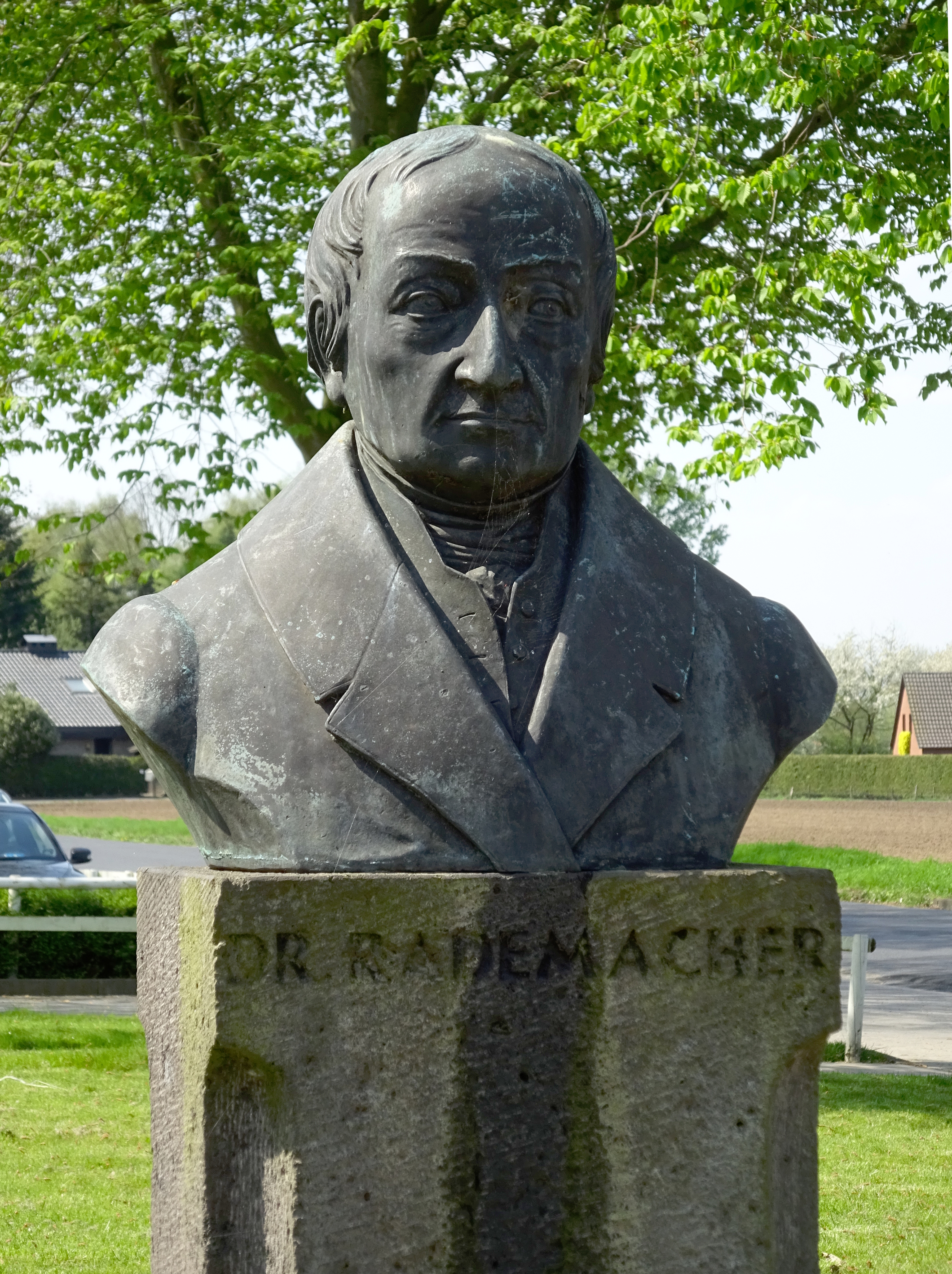
Porträtbuste in Goch

Johann Gottfried Rademacher (* 4. August 1772 in Hamm in der Grafschaft Mark; † 9. Februar 1850 in Goch) war ein deutscher Arzt, medizinischer Autor und Schöpfer eines eigenen (erfahrungs)heilkundlichen Systems.

## Leben
Johann Gottfried Rademacher wurde im Jahr 1772 in Hamm in der Grafschaft Mark geboren. Sein Vater bekleidete das Amt eines Gerichtsdirektors. Seine Mutter war die Tochter eines Apothekers, der dem König von England gedient hatte.
Achtzehnjährig nahm Rademacher das Studium der Medizin in Jena auf. Sein wichtigster Lehrer dort war Christoph Wilhelm Hufeland. 1794 promovierte er mit einer Dissertation über Rheumatismus und Gicht. Anschließend wechselte er an die Universität Berlin für weitere Studien und legte dort das Staatsexamen ab. Für eine kurze Zeit praktizierte Rademacher dann in Kleve, um sich schließlich in Goch niederzulassen. Er bekleidete dort das Amt des Stadtphysikus, dem auch die städtische Armenpraxis und die medizinische Betreuung des Waisenhauses oblagen. Als vielbeschäftigter Arzt (und jahrzehntelang überhaupt der einzige in Goch und Umgebung) war er dort 53 Jahre lang ununterbrochen tätig.
Im Jahr 1798 heiratete Rademacher die gebildete Witwe seines Bruders. 1844 konnte er anlässlich seines fünfzigjährigen Doktorjubiläums viele Ehrenbezeugungen entgegennehmen, unter anderem erhielt er den Roten Adlerorden IV. Klasse. Fünf Jahre später musste er aus gesundheitlichen Gründen seine Praxis aufgeben und verstarb im Folgejahr in seinem achtundsiebzigsten Lebensjahr an seinem Wohnort.

## Werk
Ausgehend von der paracelsischen Medizin und den Arzneimittelkenntnissen dieser alten Tradition entwickelte Johann Gottfried Rademacher in seiner ausgedehnten und vielfältigen Praxistätigkeit ein eigenes medizinisches Behandlungskonzept, das er 1813 Erfahrungsheillehre nannte und das sich vom üblichen medizinischen Denken und Handeln seiner Zeit konzeptionell und in der therapeutischen Verfahrensweise erheblich unterscheidet. Es komme laut Rademacher nur darauf an, was die Krankheit heilt. Wenn das richtige Heilmittel durch Ausprobieren gefunden ist, habe man auch die Krankheitsdiagnose (etwa die „Schöllkraut-Krankheit“) gefunden.
Seine Erfahrungsheillehre beinhaltet im Wesentlichen Folgendes:
- Es gibt kein Theoriegebäude, mittels dessen von Wahrnehmungen auf kausal definierte Krankheitskategorien geschlossen werden könnte, die dann wiederum die Behandlung leiten würden.
- Es lässt sich grundsätzlich nichts über die Genese und das Wesen einer Krankheit aussagen, sondern deren Beschreibung und Einteilung erfolgt ausschließlich und direkt nach praktischen Gesichtspunkten.
- Gesichertes Wissen über verschiedene Krankheiten wird gewonnen nur durch ihre Beziehung zu Heilmitteln, aus der Wirkung spezifischer Arzneien.
- Er verfolgt also einen rein phänomenologischen Ansatz, orientiert sich am sinnlich Erkennbaren nicht nur als erstem Schritt einer Gedankenkette, sondern als einzig relevanter Größe.
- Das Ermitteln des richtigen Arzneimittels für jede einzelne Krankheit erfolgt nur empirisch, durch Versuch und Probieren. Er betreibt damit Naturforschen im wörtlichen und engeren Sinne.
- Pharmakologisch differenziert Rademacher:

(1.) Universalarzneimittel – damit sind solche bezeichnet, die die meisten Krankheitsformen beseitigen können. Sie sind mineralischer Herkunft, wie etwa Kupfer, Eisen und Würfelsalpeter.
(2.) Organarzneimittel – damit sind solche bezeichnet, deren Heilwirkung nur auf ein einzelnes Organ beschränkt ist. Sie sind pflanzlicher Herkunft.
- Praktisch-therapeutisch wird entsprechend und weitergehend eingeteilt in z. B.

(1.1.) Kupferkrankheiten,
(1.2.) Eisenkrankheiten,
(1.3.) Salpeterkrankheiten usw.;
bzw. bei Leiden z. B. der Leber in
(2.1.1.) Schöllkraut-Krankheiten (Krankheiten, die durch Schöllkraut geheilt werden),
(2.1.2.) Frauendistel-Krankheiten (Krankheiten, die durch Frauendistl geheilt werden),
(2.1.3.) Quassia-Krankheiten,
(2.1.4.) Terpentin-Krankheiten usw.

## Wirkung
Nach langjährigem Sammeln von Erfahrung veröffentlichte Rademacher seine Lehre in seinem großen Lehrbuch (siehe Schriften). Sie gewann Ansehen und zeitweise eine große Zahl von Anhängern unter Ärzten verschiedener Kategorien, besonders um die Mitte des Jahrhunderts, um später in ihrer Wirkung zu verblassen.
Eine späte Nachwirkung war ihr unter homöopathischen Ärzten beschieden, seit James Compton Burnett (1840–1901), ein britischer Pionier der homöopathischen Krebstherapie, auf Rademachers Erfahrungsschatz an organspezifischen Arzneiwirkungen zurückgriff und sie als bereicherndes und erfolgssteigerndes Element in sein homöopathisches Gesamtbehandlungskonzept einfügte.

## Schriften
- Briefe für Ärzte und Nichtärzte über die Aftermedizin und deren Nothwendigkeit im Staate. Köln 1804 (Digitalisat)
- Kritik der möglichen Grundfesten einer Heillehre. Journal der practischen Heilkunde. G. Reimer, Berlin 64/6 (1827), S. 3–55 (Digitalisat)
- Rechtfertigung der von den Gelehrten misskannten, verstandesrechten Erfahrungsheillehre der alten scheidekünstigen Geheimärzte und treue Mittheilung des Ergebnisses einer 25jährigen Erprobung dieser Lehre am Krankenbette. 2 Bände. Berlin 1841–1848.
  - 2. Ausgabe 1846, Band I (Digitalisat), Band II (Digitalisat)
  - 3. Ausgabe 1848, Band I (Digitalisat), Band II (Digitalisat)